# Нугманов, Бакберген
Бакберген Нугманов (1916, Аулиеатинский уезд, Сырдарьинская область, Туркестанский край, Российская империя — неизвестно, Джамбулская область, Казахская ССР) — бригадир фермы нагульного скота колхоза «Интернационал» Сары-Суйского района Джамбулской области, Казахская ССР. Герой Социалистического Труда (1949).

## Биография
Родился в 1916 году в крестьянской семье в одном из сельских населённых пунктов Аулиеатинского уезда. С 1931 года трудился в сельскохозяйственной артели имени Калинина (позднее — колхоз «Интернационал») Сары-Суйского района. С 1942 года — чабан, скотник в этом же колхозе. В последующем назначен бригадиром фермы крупного рогатого скота.
На начало 1948 года бригада под его руководством обслуживала 110 голов крупного рогатого скота и по итогам года получила в среднем по 1017 граммов суточного привеса на каждую голову. Указом Президиума Верховного Совета СССР от 12 июля 1949 года удостоен звания Героя Социалистического Труда за «получение высокой продуктивности животноводства в 1948 году» с вручением ордена Ленина и золотой медали «Серп и Молот» (№ 4130).
В последующие годы заведовал фермой, трудился бригадиром на отгонном животноводстве и скотником.
После выхода на пенсию предположительно проживал в селе Жайылма Сарысуского района Джамбулской области. Дата смерти не установлена.
Память
Его именем названа улица в селе Жайылма Сарысуского района.